# Blang Bungong
Blang Bungong is een bestuurslaag in het regentschap Pidie van de provincie Atjeh, Indonesië. Blang Bungong telt 777 inwoners (volkstelling 2010).